# Josef Hartwig

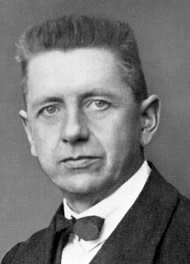
Josef Hartwig (1921)

Josef Hartwig (* 19. März 1880 in München; † 13. November [[1955]] in Frankfurt am Main) war ein deutscher Stuckateur und Bildhauer. Er war Werkmeister am Bauhaus in Weimar.

## Leben
Hartwig absolvierte zwischen 1893 und 1897 eine Lehre zum Steinmetz und Bildhauer in München. Im Jahr 1898 gestaltete er in Stuck das Ornament nach einem Entwurf des Architekten August Endell an der Fassade des Hof-Ateliers Elvira in München, Von-der-Tann-Straße Nr. 15. Fassadenrelief und Innenausstattung des Hof-Ateliers waren Endells erstes prominentes Werk, das später als Hauptwerk eines progressiven Münchener Jugendstils anerkannt wurde.
Er schrieb sich im Alter von 24 Jahren am 25. Oktober 1904 an der Akademie der Bildenden Künste in München für das Fach Bildhauerei an der Bildhauerschule von Balthasar Schmitt ein und blieb dort bis 1908. In den Jahren 1910 bis 1921 war er als Werkmeister an Bauten in Berlin tätig. Von 1921 bis 1925 wirkte er als Werkmeister in der Stein- und Holzbildhauerei am Staatlichen Bauhaus in Weimar.

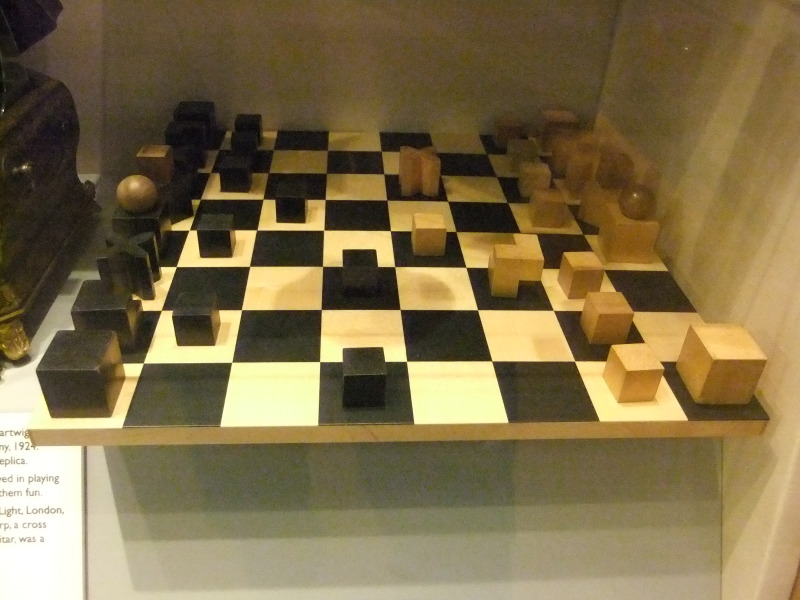
Schachspiel

1923 entwarf Hartwig das Bauhaus-Schachspiel, das er 1924 auf der Leipziger Frühjahrsmesse erstmals dem Publikum präsentierte. Dazu veröffentlichte er im gleichen Jahr in der Zeitschrift Junge Menschen einen Kommentar zu dem Brettspiel, in dem er beschrieb, weshalb er eine abstrahierte Gestaltungsform für die Spielsteine gewählt hatte, die die „Gangart und ihrem Wert versinnbildlicht“.
Nach der Schließung des Bauhauses in Weimar ging Hartwig an die Frankfurter Kunstschule (Städelschule), wo er von 1925 bis 1945 als Lehrer für Bildhauerei tätig war. Am 15. Oktober 1937 beantragte er die Aufnahme in die NSDAP und wurde rückwirkend zum 1. Mai desselben Jahres aufgenommen (Mitgliedsnummer 5.577.272). Von 1945 bis 1956 arbeitete er als Meister in der Restauratorenwerkstatt der Städtischen Skulpturengalerie im Liebieghaus Frankfurt am Main. Hartwig war Mitglied im Deutschen Werkbund.

## Schriften (Auswahl)
- Leben und Meinungen des Bildhauers Josef Hartwig. Mitteldeutscher Kunstgewerbe-Verein, Frankfurt a. M. 1955 (Selbstbiografie zu Leben und Werk).